# Res gestae divi Augusti
Res gestae divi Augusti (slovensko: Dejanja božanskega Avgusta), nagrobni napis prvega rimskega cesarja Gaja Avgusta Oktavijana, ki v prvi osebi opisuje svoje življenje in dosežke. Res gestae je pomemben predvsem zato, ker daje vpogled v podobo cesarja Avgusta, kakršno so portretirali za rimsko ljudstvo. Po vsem nekdanjem Rimskem cesarstvu so odkrili veliko napisov Res gestae. Napis sam je spomenik osnovanju Julijsko-klavdijske dinastije, ki naj bi sledila Avgustu.

## Zgradba besedila
Besedilo je sestavljeno iz kratkega uvoda, 35 odstavkov in posmrtnega dostavka. Odstavki so običajno razdeljeni na štiri, včasih tudi na samo tri dele: politično kariero, javna dobra dela, vojaške dosežke in politično izjavo.
Prvi del (odstavki 2-14) opisuje Avgustovo politično kariero in našteva njegove položaje in častne politične naslove. Našteva tudi številne položaje in privilegije, ki jih je zavrnil. Drugi del (odstavki 15-24) našteva njegove donacije v denarju, zemljiščih in žitu v korist državljanov Italije in njegovih vojakov, javna dela in gladiatorske predstave, ki jih je organiziral. Besedilo skrbno poudarja, da jih je plačal iz lastnih sredstev. Tretji del (odstavki 25-33) opisujejo njegova vojaška dejanja in zavezništva, ki jih je med svojim vladanjem sklenil s tujimi narodi. Četrti del (odstavki 34-35) je izjava o rimskem odobravanju  njegovega vladanja in dejanj. Dodatek je napisan v tretji osebi in ga verjetno ni napisal Avgust. V njem je povzetek celotnega besedila in seznam javnih zgradb, ki jih zgradil ali obnovil ter navedek, da je zanje porabil 600 milijonov srebrnih denarijev (600.000 zlatih denarijev) lastnih sredstev.  Antičnih valut se ne da zanesljivo pretvoriti v sodobne vrednosti, očitno pa je bilo to mnogo več, kot si je lahko privoščil kdorkli drug v cesarstvu. Letni stroški rimske države niso znani, vendar jih sodobni poznavalci ocenjujejo na 100.000 do 300.000 kg srebra, se pravi 200 so 300 milijonov denarijev. 

## Zgodovina
Besedilo, ki je bilo uradno napisano tik pred Avgustovo smrtjo leta 14 n. št., je bilo verjetno napisano mnogo prej in najbrž večkrat predelano. Avgust je zapustil besedilo skupaj s svojo oporoko, v kateri so bila navodila Senatu za njegovo objavo. Izvirno besedilo, ki se ni ohranilo, je bilo vgravirano na par bronastih stebrov, ki so ju postavili pred Avgustov mavzolej v Rimu. Mnogo kopij besedila so vklesali v kamen na spomenikih in templjih po celem cesarstvu. Nekateri zapisi so se ohranili.  Najbolj znamenita in skoraj popolna kopija, napisana v latinščini in grškem prevodu, se je ohranila na Avgustovem templju v Ankari (Monumentum Ancyranum, Ankara, Turčija). Drugi dve kopiji so odkrili v Apoloniji in Antiohiji, obe v pokrajini Pizidiji v jugozahodni Anatoliji. 
Res gaestae je po vsebini bolj propaganda za principat, ki ga je ustanovil Avgust, kot objektivno zgodovinsko besedilo. Besedilo poskuša na primer olepšati dogodke med umorom Avgustovega krušnega očeta Julija Cezarja in zmago pri Akciju, po kateri Avgustov prihod na oblast ni bil več vprašljiv. Avgustovi nasprotniki niso nikoli omenjeni po imenu. Zapisani nista niti imeni Cezarjevih morilcev Bruta in Kasija, ki sta omenjena preprosto kot »tista, ki sta umorila mojega očeta«. Bitka pri Filipih je omenjena samo mimogrede in ne po imenu. Anonimna ostajata tudi Mark Antonij in Sekst Pompej, Avgustova nasprotnika v Vzhodu.  Prvi je omenjen kot »tisti, s katerim sem se vojskoval«,  drugi pa samo kot »pirat«. Besedilo prav tako ne omenja njegove imperium maius, vrhovne oblasti v Rimski republiki, in njegovih izjemnih tribunskih pooblastil. Pogosto je naveden Avgustov uradni položaj v njegovi vladi: »Od tistega časa (leta 27. pr. n. št., ko se je končala državljanska vojna) sem po vplivnosti presegal vse druge, čeprav moja uradna pooblastila niso bila višja od pooblastil službenih kolegov«. Izjava je  v skladu z načinom vladanja, ki je od samega začetka promoviral njega samega kot obnovitelja stare republike z vodjo, ki ni bil nič drugega kot »prvi med enakimi«,  čeprav je bilo v resnici podoben absolutni monarhiji z božansko pravico, podprto z orožjem njegovih legij. 
Res Gestae je bil edinstvena poteza prvega cesarja Rimskega imperija za odnose z javnostjo, katerega politična kariera je bila v mnogih pogledih eksperimentalna. Če vzamemo za pokazatelj, da so kasnejši zgodovinarji, tako antični kot sodobni, za opisovanje Avgustovega vladanja Res Gestae uporabljali kot zgodovino, potem je delo primer zelo uspešne politične propagande, po drugi strani pa daje popoln vpogled v Avgustovo vladanje, opisano v   prvi osebi.